# Чемпионат мира по шоссейным велогонкам 1973
Чемпионат мира по шоссейным велогонкам 1973 года проходил 2 сентября в Барселоне, Испания.

## Медалисты
| Велогонка     | Золото                                                                    | Золото   | Серебро                                                                 | Серебро     | Бронза                                                                               | Бронза      |
| ------------- | ------------------------------------------------------------------------- | -------- | ----------------------------------------------------------------------- | ----------- | ------------------------------------------------------------------------------------ | ----------- |
| Мужчины       |                                                                           |          |                                                                         |             |                                                                                      |             |
| Профессионалы | Феличе Джимонди · Италия                                                  | 6ч31’26" | Фредди Мартенс · Бельгия                                                | то же время | Луис Оканья · Испания                                                                | то же время |
| Любители      | Рышард Шурковский · Польша                                                |          | Станислав Шозда · Польша                                                |             | Бернар Бурро · Франция                                                               |             |
| Команды       | Польша · Луцьян Лис · Рышард Шурковский · Станислав Шозда · Тадеуш Мытник |          | СССР · Геннадий Комнатов · Юрий Михайлов · Борис Шухов · Сергей Синицын |             | Швеция · Рене Эвелман · Ролан Де Неве · Роланд ван де Рейсе · Альберт ван Влирбергхе |             |
| Женщины       |                                                                           |          |                                                                         |             |                                                                                      |             |
|               | Николь Ванденбрук · Бельгия                                               |          | Кети ван Остен-Хаге · Нидерланды                                        |             | Валентина Ребровская · СССР                                                          |             |